# Костадин Попнеделков
Костадин Иванов Попнеделков (изписване до 1945 година: Костадинъ попъ Недѣлковъ) е български революционер, кукушки деец на Вътрешната македоно-одринска революционна организация (ВМОРО), участник в Солунското съзаклятие.

## Биография
Костадин Попнеделков е роден в 1877 година в българския южномакедонски град Кукуш, тогава в Османската империя, днес Килкис в Гърция, в семейството на Танка и Иван Попнеделков и Танка Иванова.
В 1900 година влиза във ВМОРО, действа като легален работник. В 1902 година помага на Орце Попйорданов, Коста Кирков, Павел Шатев за осъществяването на замисъла за Солунските атентати: взривяването на Отоманската банка и на парахода „Гвадалкивир“. След атентатите (15 април 1903 година) е арестуван на 19 април и е жестоко изтезаван. Отрязано му е едното ухо. Осъден е на 15 години строг тъмничен затвор. След политическата амнистия е освободен в 1904 година.
След като е пуснат от затвора, продължава дейността си за ВМОРО до освобождаването на района от българската войска в 1912 година. След разгрома в Междусъюзническата война се изселва в столицата на България София.
На 12 май 1943 година, като жител на София, подава молба за българска народна пенсия, която е одобрена и пенсията е отпусната от Министерския съвет на Царство България.
Умира на 11 ноември 1944 година.